# Кавайе-Коль, Аристид
Аристид Кавайе-Коль (фр. Aristide Cavaillé-Coll; 4 января 1811, Монпелье — 13 октября 1899, Париж) — крупнейший органный мастер XIX века во Франции.
Органы Кавайе-Коля отвечали стремлению французских органистов справляться с инструментом в одиночку, что было отражено, в частности, в расположении регистровых рукоятей по обе стороны мануалов. В связи с этим появилась и новая организация регистровых комбинаций.
Кавайе-Коль трансформировал педаль, делая длинные клавиши (как в немецких органах), что дает возможность играть не только носком, но и каблуком. Мастер внедрил технические нововведения, улучшившие звучание инструмента и облегчившие игру на нём. Самое известное из них — пневматический «рычаг Баркера». Кавайе-Коль кардинально изменил диспозицию французского органа, сделав её подлинно симфоничной.
В целом регистры французского органа делятся на две группы:
- Fonds — (основные виды труб, лабиальные) — все 16-, 8- и 4-футовые регистры, кроме тремолирующих и язычковых,
- Anches (язычковые).

В диспозиции органов Кавайе-Коля присутствуют также колористические регистры, используемые как сольные тембры (характер, окраска и высота звучания трубы) — Voix Celeste, Unda Maris. Кавайе-Коль ввёл в употребление передувающие регистры — Harmonique, трубы которых под сильным давлением издают звук на октаву выше. Передувающими были как лабиальные Flute Harmonique, Flute Octaviante, так и язычковые Trompette Harmonique. Испанские корни Кавайе-Коля, а также опыт работы в Испании, обусловили наличие горизонтально расположенных язычковых регистров (но, в отличие от испанских органов, не на фасаде).
Известны такие творения Аристида Кавайе-Коля в Париже, как орган церкви св. Клотильды (1859), церкви Сен-Сюльпис (1862), Церкви Святой Троицы, существенно реконструированный Кавайе-Колем в 1868 году орган авторства Тьерри и Клико в Нотр-Дам-де-Пари, инструмент в зале дворца Трокадеро (1878). Кроме этого известны орган в церкви св. Франциска Сальского в Лионе (1880), а также орган в Большом зале Московской консерватории.